# 400 (číslo)
Čtyři sta je přirozené číslo. Následuje po číslu tři sta devadesát devět a předchází číslu čtyři sta jedna. Římskými číslicemi se zapisuje CD, řeckými číslicemi υ a hebrejskými číslicemi tav.

## Matematika
400 je:
- Abundantní číslo
- Složené číslo
- Nešťastné číslo

## Astronomie
- (400) Ducrosa je planetka hlavního pásu, kterou objevil v roce 1895 Auguste Charlois

## Roky
- 400
- 400 př. n. l.